# 大都會線
大都會線（英語：Metropolitan Line，亦俗称为“Met”）為倫敦地鐵的一條線路，在地鐵圖上以紫紅色表示。該線於1863年1月10日通車，是世界上最古老的地下鐵路。該綫現在起於位於倫敦市的阿爾德門站，止於白金漢郡的阿默舍姆站及切舍姆站，另有兩條支線分別至位于希靈登的鄂克斯橋站及位于赫特福德郡的沃特福德站。
在阿爾德門和芬奇利路站之間，除了巴比肯和法靈頓站間的小段路段外，軌道大部分位於淺層的「明挖回填」隧道中。該線的其餘部分位於地面上，車輛限界與主線相似。 2019 年，該線的旅客運輸量接近 9,400 萬人次。
該線與中央線是僅有的兩條跨越大倫敦邊界並延伸至倫敦周圍各郡的倫敦地鐵路線。大都會線亦是唯一一條在繁忙時段提供快車服務的地鐵線路；由此產生的車站距離更長意味著列車在某些路段可以達到系統最高速度 100 公里每小時。
1863年，大都會鐵路成為世界上第一條地下鐵路。它最初運行於帕丁頓和法靈頓之間，使用木製車廂和蒸汽機車，隨後向西北延伸至米德爾塞克斯郡的鄉村，並在當地刺激了新郊區的發展。 1880 年，該鐵路抵達哈羅，最終延伸至白金漢郡的弗尼樞紐，距離貝克街 80 公里。從 19 世紀末開始，這條鐵路與馬里波恩的大中央鐵路共用軌道。 1907 年，中倫敦的路段實現了電氣化，但當時列車在哈羅以北仍需將其電力機車由蒸汽機車取代。 1933 年，該鐵路被倫敦客運委員會吸收合併後，線路被縮短至艾爾斯伯里。1961 年，大都會線電氣化區間延長至阿默舍姆，蒸汽火車結束在大都會線營運，同時大都會線結束阿默舍姆以北的列車服務，該段鐵路改由英國鐵路完全營運。漢默史密斯及城市線在地鐵圖上一直顯示為大都會線的一部分，直到 1990 年才作為一條單獨的路線出現。目前的 S8 型列車於 2010 年至 2012 年投入使用，取代了自 1961 年以來在該線運行的 A 型列車。
貝克街至阿爾德門間的路段與環線共用；貝克街至利物浦街之間的路段與漢默史密斯及城市線共用；鄂克斯橋至雷納斯巷之間的路段與皮卡迪利線共用；屬倫敦—艾爾斯伯里線的山上哈羅至阿默舍姆間路段與英國國鐵（奇爾特恩鐵路）共用。貝克街站是部分不開往阿爾德門站的南行列車終點站。該線大部分路段均為雙軌，只有切舍姆支線為單軌，溫布利公園與沼澤公園之間的部分路段為四軌，允許快速列車和半快速列車超越各站停的列車。溫布利公園和芬奇利路站之間有四條軌道，但大都會線列車僅使用外側軌道：內側軌道於 1939 年轉移到貝克盧線（1979 年再轉移到銀禧線），大都會線不再服務該兩站間的所有車站。

## 歷史

### 大都會鐵路
大都會鐵路是一條從 1863 年到 1933 年於倫敦服務的客運和貨運鐵路，其主線從倫敦城向西北延伸至後來的米德爾塞克斯郊區。它首條開通的路線將帕丁頓、尤斯頓和國王十字等主線鐵路總站與倫敦市連接起來，採用明挖回填法在帕丁頓至國王十字間的新路下方修建，國王十字旁的法靈頓路至史密斯菲爾德附近路段則建在隧道和路塹中。儘管相關鐵路計劃早於1854年就被批准，由於財政等各種原因，首通段於 1863 年 1 月 10 日開通，採用蒸汽機車牽引的煤氣照明木製車廂，在帕丁頓和臨時的法靈頓街站（現法靈頓站西北）間運行。該段是倫敦地鐵最早通車的部分，亦為世界上第一條市内載客地下鐵路，當時班次為每小時三班列車，繁忙時段增加至每小時四班列車。在 1871 年的巴黎地下鐵路規劃中，它被稱為 Métropolitain。
大都會鐵路很快就從兩端延伸，並通過貝克街的一條支線向西北延伸。 1864 年，它從帕丁頓西延至哈默史密斯，1877 年 10 月 1 日其列車服務由哈默史密斯經倫敦及西南鐵路公司的軌道延伸至列治文。大都會鐵路於 1884 年完成了內環路，但最重要的路線是向西及西北通往米德爾塞克斯郡鄉村的路線，它刺激了當地新郊區的發展。 1880 年，該鐵路抵達哈羅，最終到達白金漢郡的弗尼樞紐，距離貝克街超過 80 公里。當年，擴展後的大都會鐵路年載客量達到4千萬。從 19 世紀末開始，該鐵路與從馬里波恩站出發的大中央鐵路共用軌道。
1905 年，大都會鐵路開始引入電力牽引列車，電力動車組在鄂克斯橋、山上哈羅和貝克街之間運行。1906 年大都會鐵路結束營運前往列治文的直通列車。 為了消除倫敦市中心隧道中的蒸汽和煙霧，1908 年起，鐵路公司購買了電力機車，在哈羅為南行列車的蒸汽機車替換為電力機車。1910年，一部17分鐘的無聲電影被製作出來，展示了從列車駕駛室拍攝的從貝克街到艾爾斯伯里和鄂克斯橋的大部分旅程。
與倫敦地區的其他鐵路公司不同，大都會鐵路公司享有特權，其法令中有條款允許該公司保留其認為未來鐵路使用所需的土地，因此不像其他鐵路公司一樣需放棄多餘土地。大都會鐵路公司開發土地用於住房，從而受益於鐵路建設帶來的土地價值上漲。1915年起，該公司的市場部開始以「Metro-land」品牌推廣其位於鐵路附近的住宅區。
為了改善服務，大都會鐵路於 1920 年代購買了更強大的電力和蒸汽機車。 1925 年，從里克曼斯沃斯到沃特福德的支線通車；1932 年，長 6.4 公里、從溫布利公園到史丹摩的支線通車。

### 倫敦交通

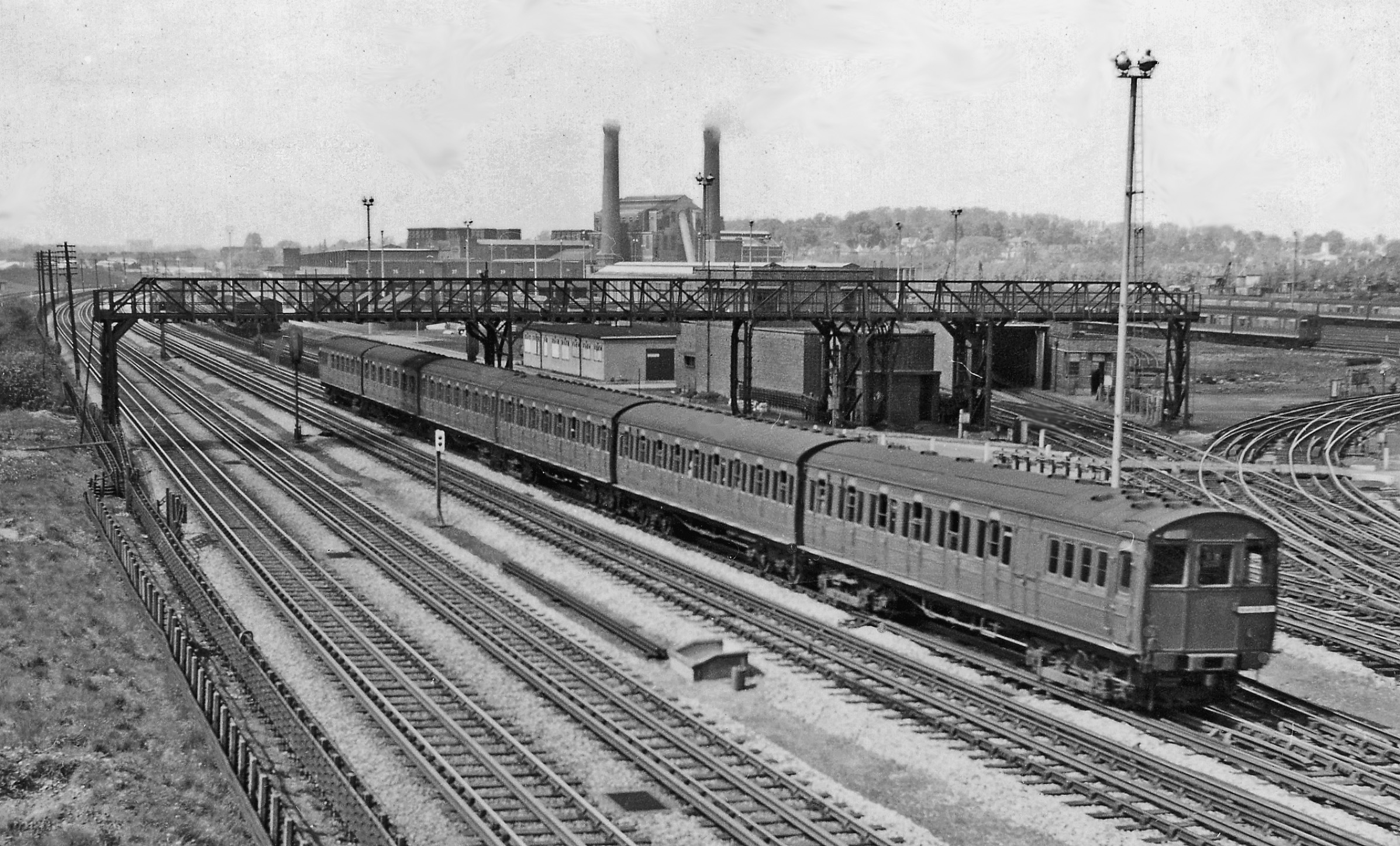
1959年、正經過尼斯登車廠的一列大都會線、倫敦地鐵 T 型列車

1933 年 7 月 1 日，大都會鐵路與其他地下鐵路、有軌電車公司和巴士業者合併，成立倫敦客運委員會 (LPTB)，並以倫敦交通作為品牌。因此，大都會鐵路成為了倫敦交通局的大都會線。 LPTB 對經營貨物和貨運服務不感興趣，因此大都會線於 1934 年 7 月 2 日停止運送包裹；藤街貨運站（靠近法靈頓車站）於 1936 年 6 月 30 日關閉，倫敦及東北鐵路 (LNER) 從 1937 年 11 月 1 日起接管所有貨運。同時，LNER 負責在里克曼斯沃斯以北用蒸汽機車牽引客運列車。
艾爾斯伯里北部至弗尼樞紐（Verney Junction）和布里爾（Brill）的線路已關閉；最後一班開往布里爾的火車於 1935 年 11 月 30 日運行，最後一班開往昆頓路（Quainton Road）和弗尼樞紐的火車於 1936 年 4 月 2 日運行。昆頓路站當時繼續由 LNER 提供服務。
1930 年代是倫敦西北郊區快速發展的時期，因此自 1935 年起，作為新工程計畫的一部分，雷納斯巷、伊斯科特、萊斯里普莊園和鄂克斯橋等站展開重建工程，以具現代主義風格的建築取代了臨時的木製建築。
另外，大都會線當時在芬奇利路以南由四條軌道變成了兩條，以進入隧道前往貝克街，使該路段成為瓶頸。 LPTB 決定在原大都會線隧道下方建設新的隧道，將貝克盧線從貝克街延伸至芬奇利路，並讓貝克盧線列車服務芬奇利路至溫布利公園沿途各站、以及史丹摩支線。位於聖約翰伍德路、馬馬爾博羅路和瑞士屋的車站（前屬大都會及聖約翰伍德鐵路）被設於貝克盧線、位於聖約翰伍德和瑞士屋的新地鐵站所取代。溫布利公園與芬奇利路之間的月台需要改造，並在溫布利公園交會處建造了一個鐵路跨線橋。擴建計畫原本是將哈羅月台從 4 個增至 6 個，為 LNER 的列車提供專用月台，但擴建工程未能完成，隨後第二次世界大戰爆發，工程暫停。貝克盧線經原大都會線慢線延伸至史丹摩的工程於 1936 年 4 月開始建設，1939 年 11 月 2 日通車。
區域線列車在白教堂以東至巴金的路段較為擁擠，因此從 1936 年起，大都會線以從東倫敦線得來的 6 節車廂列車，將哈默史密斯列車的服務東延至巴金。同年，以哈默史密斯為起點、途經聖瑪麗曲線直通東倫敦線的列車服務被削減至僅於繁忙時間提供，並於 1939 年 11 月被取消。從 1939 年起，大都會線改為將 8 節車廂、來自鄂克斯橋的列車服務延伸至巴金。然而，這導致了營運問題，從 1941 年起，大都會線再次改由來自哈默史密斯的列車服務巴金站。
原屬大都會鐵路、來往沼澤門和芬斯伯里公園之間的大北部及城市鐵路本身沒有與大都會線連繫，在1933年後成為了北城市線，並改屬埃奇韋爾-莫登線（自 1937 年起更名為北線）的一部分。 1939 年 5 月 15 日，北城市線原有的大北部及城市鐵路列車被北線地鐵列車取代。北部高地計畫原本將北城市線延伸至亞歷山德拉宮，但第二次世界大戰爆發後工程被暫停，戰後被擱。
1940 年，市區和鄂克斯橋列車的頭等艙被取消；從 1941 年 10 月起，所有大都會線列車的頭等艙也被取消。同年 10 月 21 日，西倫敦線因遭受轟炸而停止運作，大都會線亦結束直通至該線的列車服務，連接拉蒂默路至西倫敦線的聯絡線亦被廢除。1943 年 5 月至 1948 年 5 月，大都會線列車再次為昆頓路站提供服務。
1948 年 1 月 1 日，倫敦客運委員會與主線鐵路公司一起被國有化，倫敦地鐵改由倫敦運輸執行局管理。戰爭結束後，鐵路投資資金短缺，資金被優先考慮投放在房屋建設；主線鐵路也比地鐵享有優先地位。

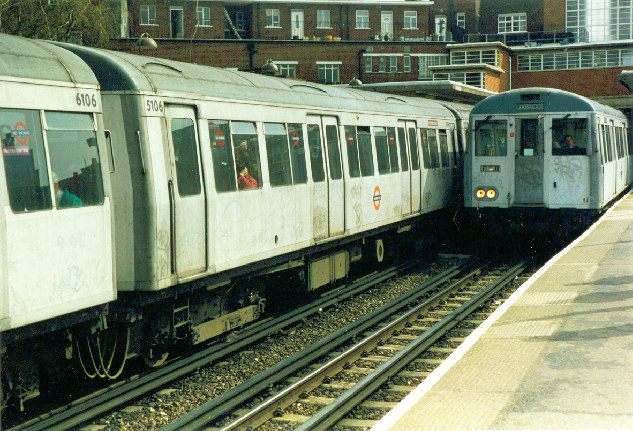
位於雷納斯巷的兩列 A 型列車，兩列車均沒有塗裝，而是直接露出原本的鋁製車身

然而，戰前的貝克盧線延伸線重新佈置了溫布利公園以南的軌道，使得慢速的貝克盧線在快速的大都會線之間運行。普雷斯頓路交匯處以北，軌道採用快線與慢線配對佈置；這意味著南行的快速列車必須在平面以橫渡線穿過兩條慢線。因此將該交匯處立體化被視為當務之急，而車站重建和信號改變意味著從 1948 年 5 月起，慢線將在快線之間一直運行至哈羅。二戰前在哈羅開始的工程已經完工，其中包括新增兩個月台，以便英國鐵路為主線列車提供自己的月台。
在溫布利公園站，軌道穿過該站的六個月台後，會於該站以北匯合為四條軌道，令該站至史丹摩交匯處前之間長半英里的路段成為瓶頸。 1954 年倫敦運輸執行局為該路段兩條額外軌道，使大都會線和貝克盧線列車分開。
1956 年，大都會線主線現代化改造計劃獲得批准。計劃包括四線化哈羅到與沃特福德支線交匯處的路段、電氣化里克曼斯沃斯到阿默舍姆 / 切舍姆的路段，並訂購新的電力動車組。 A 型列車於 1960 年開始運行；切舍姆支線自 1960 年 9 月起採用電力牽引營運。最後一列由蒸汽機車牽引的大都會線列車於 1961 年 9 月 9 日運行。大都會線結束艾爾斯伯里至阿默舍姆段的列車服務，該段鐵路改為只由英國鐵路柴聯車提供服務。1962 年 6 月，山上哈羅至沼澤公園以北的四線化工程完成，使快速列車得以使用新設的一對快線通過山上哈羅至沼澤公園段各中間站。全數為電動列車的新大都會線時刻表顯示，繁忙時段有 27 列火車抵達貝克街站：12 列來自鄂克斯橋，6 列來自阿默舍姆，1 列來自切舍姆，8 列來自沃特福德。
比欽博士認為，從馬里波恩到謝菲爾德的大中央主線與其他服務相同地點的路線（尤其是米德蘭主線，以及重疊程度較輕的西海岸主線）沒有必要重複。 1960 年 1 月，從倫敦到謝菲爾德和曼徹斯特的特快客運服務被廢除，每天僅剩下三列從倫敦到諾丁漢的「半快速」列車。艾爾斯伯里以北的市郊列車服務於 1963 年 3 月 4 日結束營運，艾爾斯伯里至拉格比中央的城際列車服務亦於 1966 年 9 月 5 日結束。

### 身份確立
儘管東倫敦線自 1939 年以來不再有直通至大都會線的列車服務，但直到 1968 年，東倫敦線在倫敦地鐵路線圖上都被顯示為大都會線的一部分。1970年的路線圖上，東倫敦線的中間劃了一條細白線，並被標誌為「東倫敦段」。 1985 年的路線圖上，東倫敦線已被標示為“東倫敦線”，但顏色仍與大都會線相同，中間有一條白線，到 1990 年的路線圖上東倫敦線已改為橙色。
1990 年，從哈默史密斯至巴金的列車服務被指定為哈默史密斯及城市線，從新十字及新十字門至肖迪奇的路線被指定為東倫敦線；這使得大都會線成為單獨從阿爾德門經貝克街及山上哈羅至阿默舍姆，並設有切舍姆、鄂克斯橋和沃特福德支線的路線。

### 近期發展
2003年，大都會線的基礎設施在由Metronet財團管理的公私合作模式下被部分私有化。 2007 年，Metronet 進入破產管理程序，倫敦交通局接管了其職責。
2010 年 12 月 12 日，開往阿默舍姆的列車班次從每小時四班減少到兩班，並開通了切舍姆和倫敦市中心之間的直達列車，取代了 4 節車廂、來往切舍姆和查爾方特及拉蒂默的接駁車。 [29] A 型列車於 2012 年 9 月 26 日最後一次提供客運服務，隨後於 9 月 29 日推出了特別列車，供已售票的公眾作鐵路旅遊。

#### 現代化改造
2010年开始，大都会线、哈默史密夫及城市線、環狀線和區域線开始大规模现代化改造。全部旧列车均逐渐更换为S型列车，第一列S8型列车於 2010 年 7 月 10 日在大都會線投入服務。大都會線於 2012 年 9 月 26 日起完全由 S8 型列車服務。S型列車是伦敦地铁第一款設有低地台、空调和全车厢贯通的列车。现代化計劃亦同时會為上述四線引入通訊式列車控制，使四線得以透過泰雷茲的SelTrac系統讓列車自動運行。為了升級號誌系統，倫敦交通局已經設立訊號遷移區以便逐步安裝。各訊號遷移區的安裝進度如下（以下只列出與大都會線相關的區域）：
| SMA | 起點             | 終點                           | 涉及路線                                     | 狀況   | 日期            |
| --- | ---------------- | ------------------------------ | -------------------------------------------- | ------ | --------------- |
| 2   | 帕丁頓及芬奇利路 | 尤斯頓廣場                     | 環狀線、區域線、哈默史密夫及城市線、大都會線 | 已完成 | 2019年9月       |
| 3   | 尤斯頓廣場       | 紀念碑及斯特普尼綠地           | 環狀線、區域線、哈默史密夫及城市線、大都會線 | 已完成 | 2021年3月       |
| 8   | 芬奇利路         | 普雷斯頓路                     | 大都會線                                     | 規劃中 | 2024+（待確定） |
| 9   | 普雷斯頓路       | - 西哈羅 - 沼澤公園            | 大都會線                                     | 規劃中 | 2024+（待確定） |
| 13  | 沼澤公園         | - 沃特福德 - 阿默舍姆 - 切舍姆 | 大都會線                                     | 規劃中 | 2025+（待確定） |
| 14  | 西哈羅           | 鄂克斯橋                       | 大都會線                                     | 規劃中 | 2025+（待確定） |

根據倫敦交通局網頁，大都會線芬奇利路至普雷斯頓路段將於2025年中起使用新訊號系統。

## 路线
大都會線全長 67 公里，設有 34 個車站。此線採用四軌直流電氣化系統：中央導電軌電壓為-250伏，運轉軌外側軌道電壓為+500伏，電位差為750伏特。但從鄂克斯橋到芬奇利路（途經山上哈羅）的路段除外，該段電壓分別為-210伏和+420伏（電位差為630伏），以保持與在該段運行的1973年和1996年型列車的兼容性。從阿爾德門站出發的前 9.7 公里路段位於地下，在貝克街站，線路分叉，與環線和漢默史密斯及城市線的共用路段至該站為止，大都會線繼續在隧道中運行直至芬奇利路站。大都會線列車跳過貝克街和芬奇利路之間的兩個站點，而銀禧線則服務於相鄰平行線路上的所有中間站。銀禧線隨後在芬奇利路站起與大都會線平行。兩線列車均從芬奇利路開往溫布利公園，但只有銀禧線服務中間站。雖然如此，威爾斯登綠地站和尼斯登站仍設有大都會線月台，供大都會線列車在緊急情況下使用。在溫布利公園以北，銀禧線透過立體交叉與史丹摩支線連接。從芬奇利路至尼斯登站以北，大都會線和銀禧線共四條軌道與從馬里波恩出發的英國國家鐵路奇爾特恩主線平行。
大都會線溫布利公園至山上哈羅段為四軌，快線和慢線按方向配對，與雙軌非電氣化的倫敦-艾爾斯伯里線平行。慢線位於快線之間，該段兩個中間站均設有島式月台。山上哈羅站共有六條軌道通過，並設有六座月台。 中間的慢線在山上哈羅站西側的立體交叉路口分叉，成為 12.1 公里長的鄂克斯橋支線。經過西哈羅站之後，該支線在雷納斯巷站與皮卡迪利線匯合，兩線共用軌道前往鄂克斯橋；折返側線允許部分皮卡迪利線列車以雷納斯巷站為終點站。
山上哈羅至沼澤公園站以北之間的路段為四軌，依用途配對。西側的快速軌道與英國國鐵的倫敦-艾爾斯伯里線服務共用；東側的慢軌僅供大都會線半快速、站站停列車使用，該段的中間站僅於慢軌設有月台。
在沼澤公園以北，沃特福德支線與慢線分叉。這條雙軌支線設克諾斯萊和沃特福德兩站。沃特福德支線與主線呈三角形交匯，在克諾斯萊和里克曼斯沃斯之間有一個朝北的彎道。該彎道為沃特福德北彎道，每天都會用於提供少量客運服務和空車運輸。
從沃特福德三角線到阿默舍姆，該線路有兩條軌道。在查爾方特及拉蒂默站，長 6.26 公里的單軌切舍姆支線分叉，與主線平行一段距離後往西北伸延至切舍姆。大都會線的終點站是阿默舍姆，月台後方有折返側線。英國國鐵路線繼續前往艾爾斯伯里，該段僅運行奇爾特恩鐵路的列車。
溫布利公園與山上哈羅之間的快速（不停車）線採用倫敦地鐵有限公司的號誌系統，但使用四方英國鐵路號誌頭。上面兩盞燈是雙向停車訊號，顯示綠色或紅色，下面兩盞燈是下一個停車訊號的中繼訊號，顯示綠色或黃色，當停車訊號顯示紅色時，不顯示任何內容。因此，它們實際上是四燈三色信號機，頂部依次為綠/紅/綠/黃燈，危險為一盞紅燈，警告為上綠下黃，通行為兩盞綠燈。
與其他倫敦地鐵線路相比，大都會線的市郊鐵路特性也體現在較長的站距。倫敦地鐵上站距最遠的 10 個車站對中有 8 個位於大都會線上。查爾方特和拉蒂默與切舍姆之間的站距為最長，為 6.3 公里，芬奇利路至溫布利公園為第二長，里克曼斯沃思至喬利伍德為第四長。

## 車站列表
| 所屬 收費區  | 無障礙設施 | 中文站名           | 英文站名 | 轉乘路線 | 所在地     | 所在地     |
| 主線         | 主線       | 主線               | 主線     | 主線 | 主線       | 主線       |
| ------------ | ---------- | ------------------ | -------- | --- | ---------- | ---------- |
| 1            |            | 阿爾德門           |          | 環線 （站外轉乘：阿爾德門東 漢墨斯密及都市線、 區域線 ；芬卓奇街車站 ；塔門廊 碼頭區輕便鐵路）              | 大倫敦     | 倫敦市     |
| 1            |            | 利物浦街           |          | 中央線、 環線、 漢墨斯密及都市線、 李河谷線、 伊利沙伯線、 （站外轉乘：芬卓奇街車站 ；銀行 碼頭區輕便鐵路） | 大倫敦     | 倫敦市     |
| 1            | ✓          | 沼澤門             |          | 環線、 漢墨斯密及都市線、 北線、 伊利沙伯線、                                                               | 大倫敦     | 倫敦市     |
| 1            |            | 巴比肯             |          | 環線、 漢墨斯密及都市線、 伊利沙伯線                                                                        | 大倫敦     | 倫敦市     |
| 1            | ✓          | 法靈頓             |          | 環線、 漢墨斯密及都市線、 伊利沙伯線、                                                                      | 大倫敦     | 伊斯靈頓區 |
| 1            | ✓          | 國王十字聖潘克拉斯 |          | 環線、 漢墨斯密及都市線、 北線、 皮卡迪利線、 維多利亞線、高速鐵路                                          | 大倫敦     | 卡姆登區   |
| 1            |            | 尤斯頓廣場         |          | 環線、 漢墨斯密及都市線 （站外轉乘：尤斯頓站 北線、 維多利亞線；尤斯頓車站 沃特福德直流電鐵線、）           | 大倫敦     | 卡姆登區   |
| 1            |            | 大波特蘭街         |          | 環線、 漢墨斯密及都市線                                                                                     | 大倫敦     | 西敏市     |
| 1            |            | 貝克街             |          | 貝克盧線、 環線、 漢墨斯密及都市線、 銀禧線                                                                 | 大倫敦     | 西敏市     |
| 2            |            | 芬奇利路           |          | 銀禧線 （站外轉乘：芬奇利路及弗格納爾 北倫敦線）                                                            | 大倫敦     | 卡姆登區   |
| 4            | ✓          | 溫布利公園         |          | 銀禧線 | 大倫敦     | 布倫特區   |
| 4            |            | 普雷斯頓路         |          | | 大倫敦     | 布倫特區   |
| 4            |            | 諾斯維克公園       |          | （站外轉乘：肯頓站 貝克盧線、 沃特福德直流電鐵線）                                                          | 大倫敦     | 布倫特區   |
| 5            | ✓          | 山上哈羅           |          | | 大倫敦     | 哈羅區     |
| 鄂克斯橋支線 |            |                    |          | |            |            |
| 5            |            | 西哈羅             |          | | 大倫敦     | 哈羅區     |
| 5            |            | 雷納斯巷           |          | 皮卡迪利線                                                                                                  | 大倫敦     | 哈羅區     |
| 5            |            | 伊斯科特           |          | 皮卡迪利線                                                                                                  | 大倫敦     | 希靈登區   |
| 6            |            | 萊斯里普莊園       |          | 皮卡迪利線                                                                                                  | 大倫敦     | 希靈登區   |
| 6            |            | 萊斯里普           |          | 皮卡迪利線                                                                                                  | 大倫敦     | 希靈登區   |
| 6            | ✓          | 伊肯納姆           |          | 皮卡迪利線                                                                                                  | 大倫敦     | 希靈登區   |
| 6            | ✓          | 希靈登             |          | 皮卡迪利線                                                                                                  | 大倫敦     | 希靈登區   |
| 6            | ✓          | 鄂克斯橋           |          | 皮卡迪利線                                                                                                  | 大倫敦     | 希靈登區   |
| 主線         |            |                    |          | |            |            |
| 5            |            | 北哈羅             |          | | 大倫敦     | 哈羅區     |
| 5            | ✓          | 平納               |          | | 大倫敦     | 哈羅區     |
| 6            |            | 諾斯伍德山         |          | | 大倫敦     | 希靈登區   |
| 6            |            | 諾斯伍德           |          | | 大倫敦     | 希靈登區   |
| 6及7         |            | 沼澤公園           |          | | 赫特福德郡 | 三河區     |
| 沃特福德支線 |            |                    |          | |            |            |
| 7            |            | 克諾斯萊           |          | | 赫特福德郡 | 三河區     |
| 7            |            | 沃特福德           |          | | 赫特福德郡 | 沃特福德   |
| 主線         |            |                    |          | |            |            |
| 7            |            | 里克曼斯沃斯       |          | | 赫特福德郡 | 三河區     |
| 7            | ✓          | 喬利伍德           |          | | 赫特福德郡 | 三河區     |
| 8            | ✓          | 查爾方特及拉蒂默   |          | | 白金漢郡   | 奇爾特恩區 |
| 切舍姆支線   |            |                    |          | |            |            |
| 9            | ✓          | 切舍姆             |          | | 白金漢郡   | 奇爾特恩區 |
| 阿默舍姆支線 |            |                    |          | |            |            |
| 9            | ✓          | 阿默舍姆           |          | | 白金漢郡   | 奇爾特恩區 |

## 列車服务

### 停站模式
大都会线是整个伦敦地铁网络唯一一条运营不停站直达服务的线路，但自 2011 年 12 月 11 日起，这些服务仅在工作日的繁忙时段运行（早繁南行，晚繁北行）。根據停靠模式，列車服務將在月台資訊板和列車公告上以站站停、半快速或快速的方式進行宣傳。除了特殊情況外，大都會線各級列車均不會停靠芬奇利路至溫布利公園站間各中途站，該些車站由平行的銀禧線服務。各級列車服務的停站模式如下：
- 站站停（All stations）：停靠沿途各站[56]；
- 半快速（Semi-fast）：不停溫布利公園至山上哈羅站間各中途站，山上哈羅站以北停靠沿途各站[56]；
- 快速（Fast）：不停溫布利公園至山上哈羅站間各中途站，亦不停山上哈羅至沼澤公園站間各中途站[56]；
- 南行快速及半快速列車普遍亦不停溫布利公園站，即山上哈羅至芬奇利路站間不停站[56]；

由於軌道佈局原因，快速列車只能以阿默舍姆或切舍姆為總站。鄂克斯橋支線在山上哈羅站西側就與大都會線的其他部分分叉，而沃特福德支線在沼澤公園並未與快線軌道直接相連，因此服務該兩支線的列車均未能使用山上哈羅至沼澤公園站間的一段快線。
自2024年4月8日起，所有往阿默舍姆和切舍姆方向的北行列车都开始以半快速服务运行，并且仅在每日服务的开始前4个小时和结束前4个小时作为全站服务运行。

### 列車班次
大都會線平日非繁忙時段只提供停靠站站停的列車，列車班次（以每小時單向計算）如下：
- 8班 鄂克斯橋 - 阿爾德門
- 4班 沃特福德 - 貝克街
- 2班 阿默舍姆 - 阿爾德門
- 2班 切舍姆 - 阿爾德門

這些服務加起來使得山上哈羅和貝克街之間的總班次達到每小時 16 班。另外，貝克街和阿爾德門之間每小時有 12 班大都會線列車運行，加上環線和漢默史密斯及城市線每小時各有 6 班列車，使得倫敦市中心利物浦街和貝克街之間的路段每小時共有 24 班列車運行。
在早上繁忙時段，大都會線的南行列車班次（以每小時計算）如下：
- 4班 鄂克斯橋 - 貝克街（站站停）
- 6班 鄂克斯橋 - 阿爾德門（4班站站停、2班半快速）
- 5班 沃特福德 - 貝克街（3班站站停、2班半快速）
- 3班 沃特福德 - 阿爾德門（1班站站停、2班半快速）
- 4班 阿默舍姆 - 阿爾德門（2班半快速、2班快速）
- 2班 切舍姆 - 阿爾德門（快速）

早繁北行列車的班次與南行相似，但所有列車均為站站停列車。
在傍晚繁忙時段，大都會線的北行列車班次（以每小時計算）如下：
- 3班 貝克街 - 鄂克斯橋（站站停）
- 7班 阿爾德門 - 鄂克斯橋（站站停）
- 4班 貝克街 - 沃特福德（2班站站停、2班半快速）
- 4班 阿爾德門 - 沃特福德（半快速）
- 2班 貝克街 - 阿默舍姆（半快速）
- 2班 阿爾德門 - 阿默舍姆（快速）
- 2班 阿爾德門 - 切舍姆（快速）

晚繁南行列車的班次與北行相似，但所有列車均為站站停列車。

## 車型

### 昔日車型
大都會鐵路於1863年開通時是使用蒸汽機車牽引的列車來提供客運服務，車廂是來自大西部鐵路和大北部鐵路公司，大都會鐵路公司於翌年後就改用自己訂造的車廂。為了減少地下的煙霧，起初燃燒的是焦炭，1869年改用無煙的威爾斯煤。內倫敦的路段於1905-6年完成電氣化後，大都會鐵路開始以電氣機車牽引的列車提供客運服務，列車會於電氣化區間盡頭更換機車，並以蒸汽機車於非電氣化區間牽引列車。首十輛電氣機車於 1906 年投入服務。1933年倫敦客運委員會成立後，委員會從大都會鐵路公司繼承了不相容的電力動車組，包括 1927-33 年開往沃特福德和里克曼斯沃斯路線上使用的電聯車，這些列車被翻新組成統一的車隊，並被指定為倫敦地鐵 T 型列車。
作為1935-40年的新工程計劃一部分，倫敦客運委員會訂購了 O 型列車，用於大都會線來往哈默史密斯的列車服務。六節車廂的 O 型列車於 1937 年 12 月 10 日開始於大都會線服役，來往哈默史密斯。後來其中 19 列 O 型列車，與 73 列 P 型列車共同提供來往鄂克斯橋的服務。最初是為大都會線訂購的 P 型列車於 1939 年 7 月 17 日開始於大都會線服役。P 型列車的護衛員位置位於動車的內側，因為在月台較短的車站，八節車廂列車的駕駛室仍可能位於隧道中。 O 型列車的動車車廂被放置在六節車廂列車的中央，護衛位置在駕駛室內，使該些車廂不再需要控門裝置。 1950 年代初，F 型列車從區域線轉移而來，該種列車配有滑動門，由列車員控制；F 型列車主要運營哈羅和鄂克斯橋的半快速服務。
1956 年，大都會線主線現代化改造計劃獲得批准。計劃包括訂購新的電力動車組。 A 型列車於 1960 年開始運行。最後一列由蒸汽機車牽引的大都會線列車於 1961 年 9 月 9 日運行。1960年代初，剩餘在大都會線運行的 O 及 P 型列車被轉移至區域線。

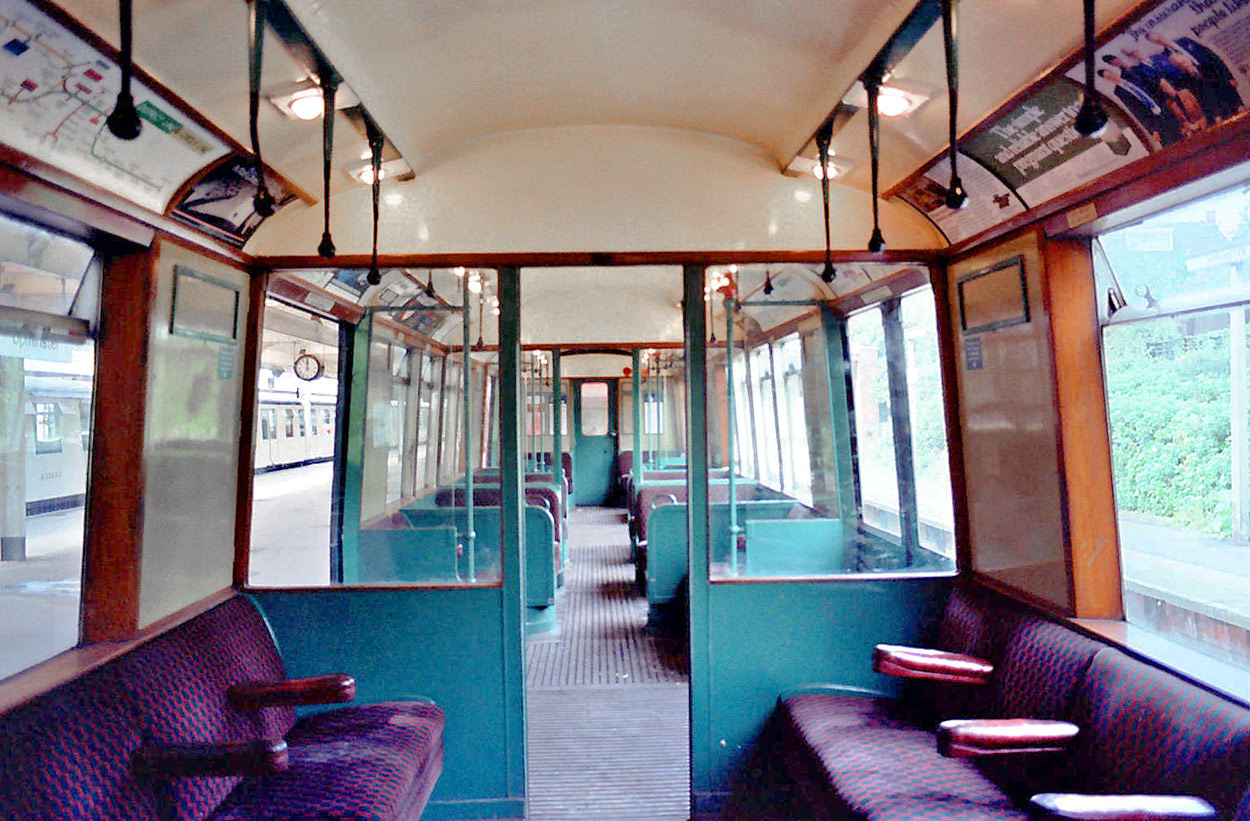
倫敦地鐵 P 型列車內部。P 及 O 型列車曾共同於大都會線提供來往鄂克斯橋的服務
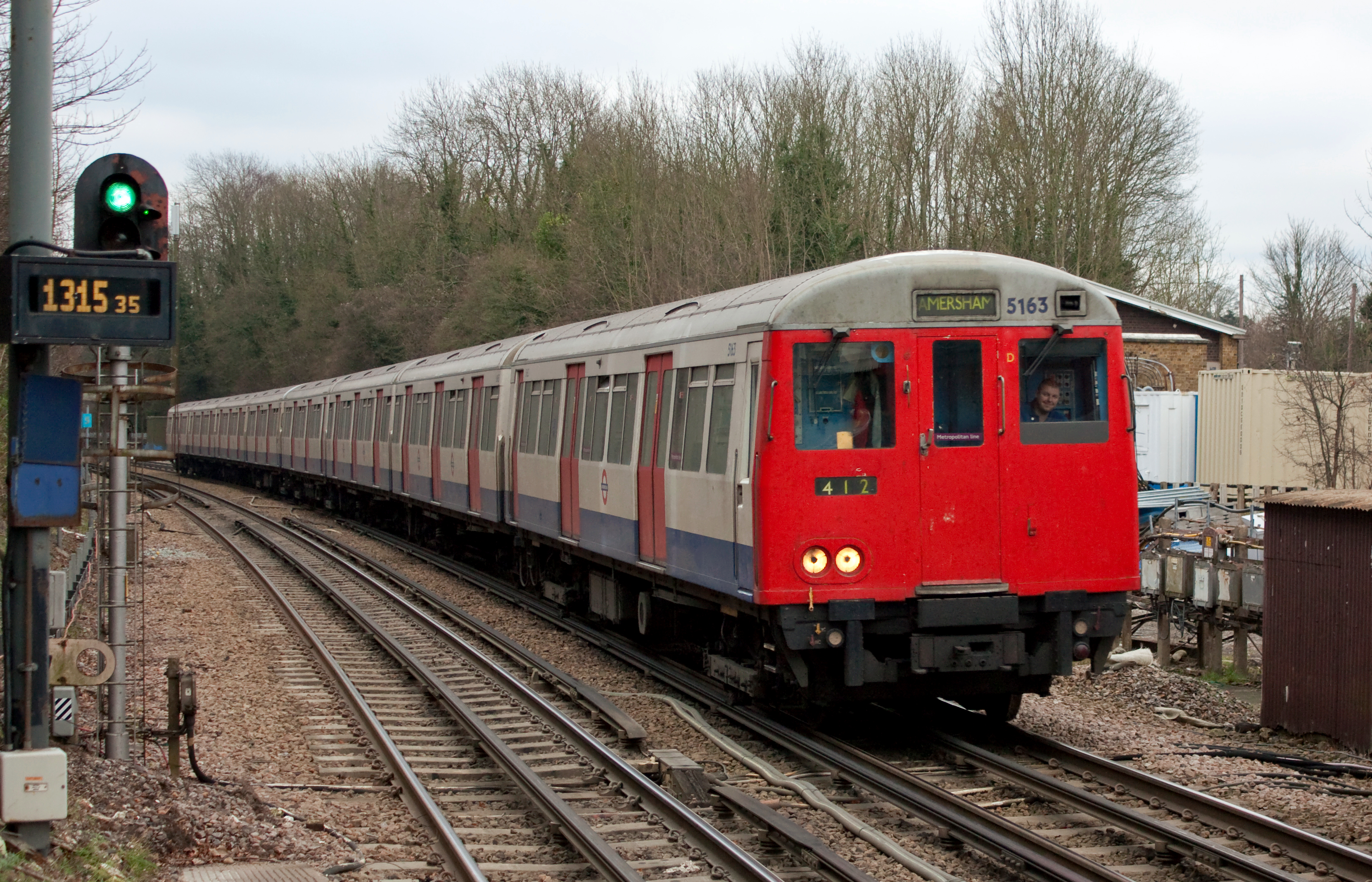
一列車型為 A62 、目的地為阿默舍姆的倫敦地鐵列車，沿著大都會線駛向赫特福德郡的喬利伍德
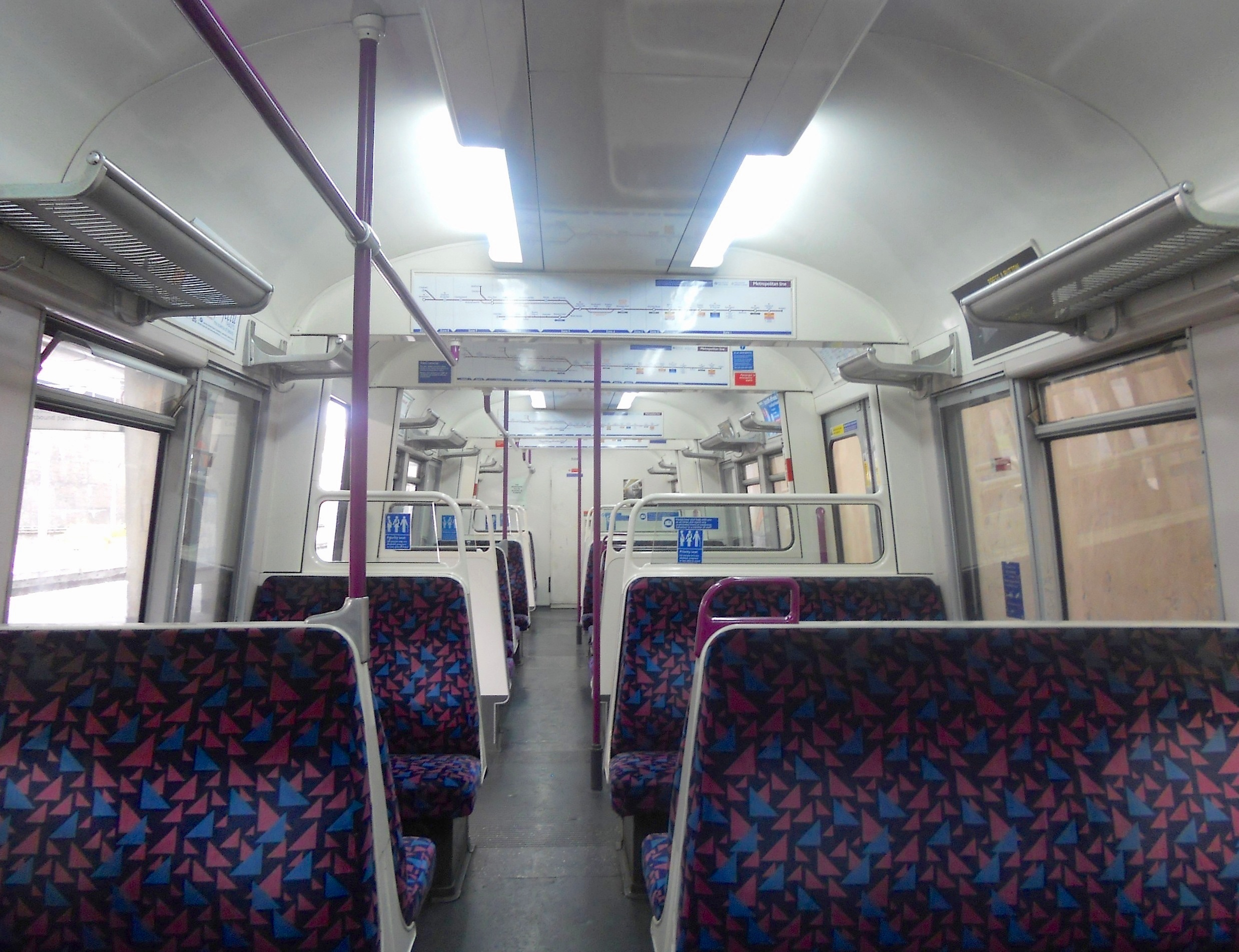
一列已翻新的A60/A62型列車內部
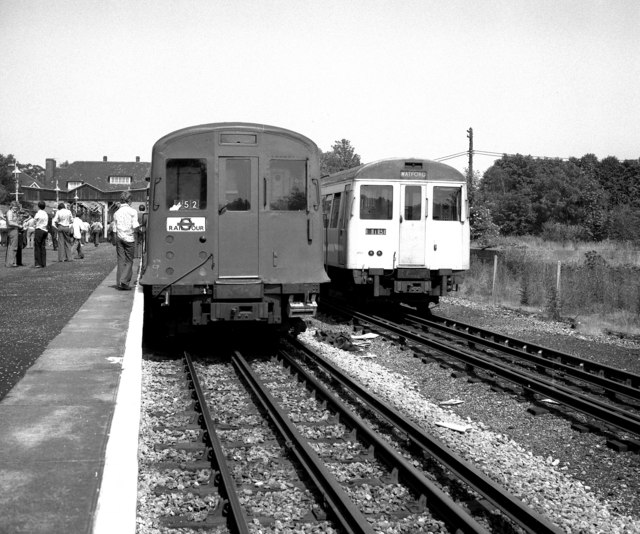
在大都會線，右側的A型列車取代了較早期的F及P （左側）型列車

### 目前車型

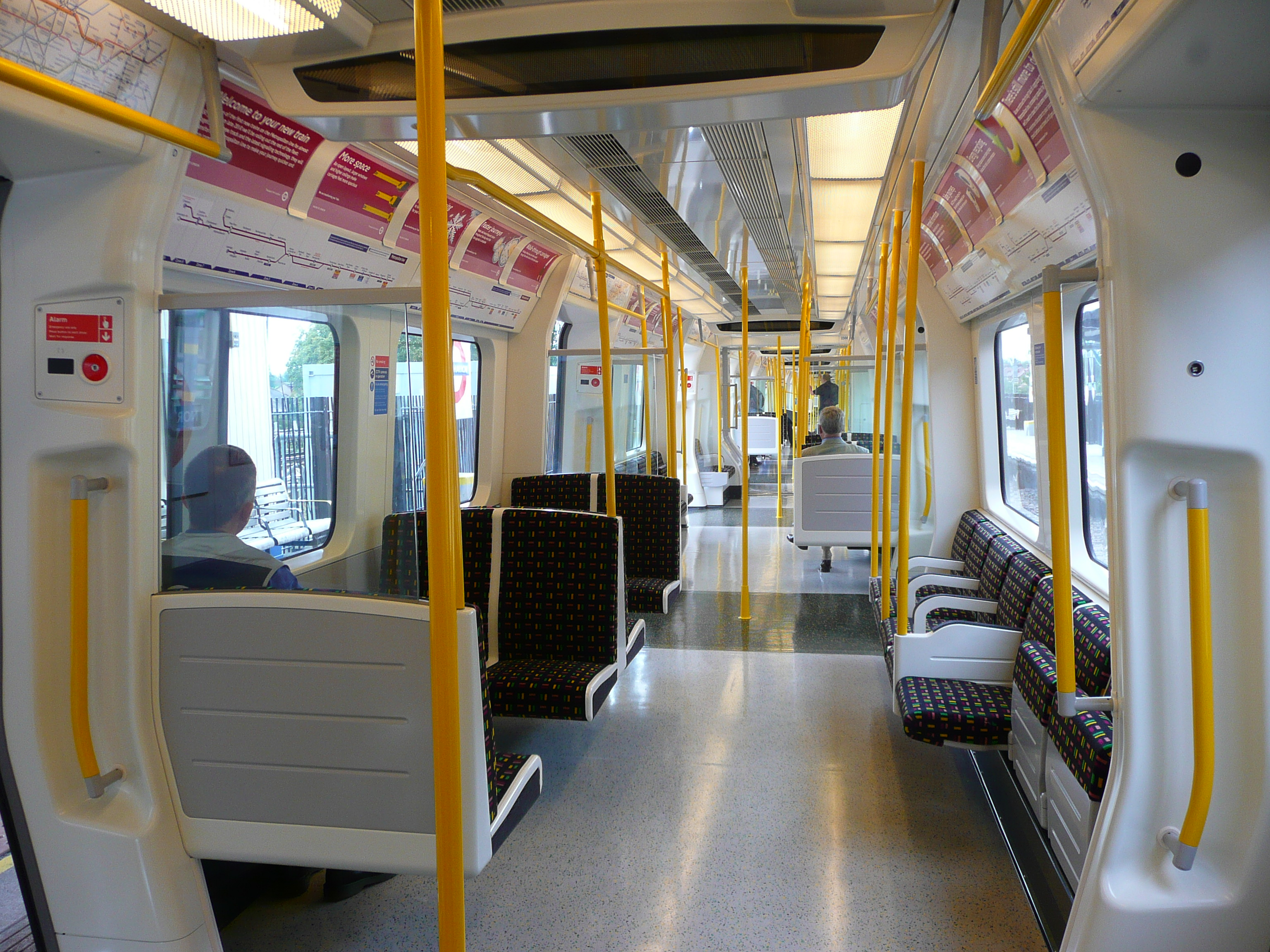
S8 型列車採用部分橫向座位，與昔日的 A 型列車類似

自 2012 年 9 月 20 日起，所有大都會線服務均由 2010 年 7 月推出、有八節車廂的 S 型列車提供，以取代 1960 年代的 A 型列車。與深層管道隧道不同，由於淺層地下隧道能夠散發列車空調排出的熱空氣，因此供淺層路線使用的 S 型列車得以和龐巴迪 Movia 系列的其他列車一樣配備空調。它們配備再生製動器，將約 20% 的能量返回給電網，從而降低能耗。與 A 型列車相比，新車座位數較少（306 座，而 A 型車為 448 座），可容納 697 名站立乘客（A 型車為 597 名，以每平方米可容納 4 人計算），並設有專門的輪椅空間。它們的最高時速為 100 公里/小時，而大都會線的 S 型列車是倫敦地鐵中唯一以此速度行駛的車輛，主要在芬奇利路以北的長途區段運行。
目前共有 58 列 S8 型列車投入運營，還有一輛八節車廂的 S7 型列車（也稱為“S7+1”），該列車保留了倫敦地鐵其他淺層路線上運行的普通七節車廂 S7 型列車的全縱向座位。

## 延伸建議
克諾斯萊連絡線，又稱大都會線延伸線，是英國赫特福德郡沃特福德和三河區擬建的鐵路工程項目，將在沃特福德交匯站連接倫敦地上鐵和大都會線。如果該連絡線開通，大都會線的沃特福德站將關閉，沃特福德支線將於克諾斯萊站以東改道並通過重新開放的一段已關閉的前國鐵路線延伸至沃特福德交匯站。該計劃的主要支持者是赫特福德郡議會，但未能贏得沃特福德支線擁有者倫敦交通局的支持。該工程包括重新調整已廢棄的沃特福德和里克曼斯沃斯鐵路克諾斯萊綠地至沃特福德高街段，建造一座橫跨大聯盟運河、蓋德河和 A412 公路的高架橋，並建造兩個新車站，然後在沃特福德高街附近匯入沃特福德直流電鐵線，以繼續前往沃特福德交匯站。
擬建路線出現在 2016 年倫敦交通局網路地圖和 2025 年倫敦交通局指示性交通地圖中（而沃特福德地鐵站沒出現在該圖上）。如果該連絡線建成，沃特福德樞紐站和阿默舍姆之間的直達服務將成為可能，但這並未納入該計劃的商業案例中。
該計畫於 2011 年 12 月 14 日獲得政府批准，並於 2013 年開始植被清理工作。 2013 年 7 月 24 日，該項目根據《交通與工程法》的命令獲得政府最終批准，並於 2015 年 3 月 17 日獲得政府簽署並正式開綠燈，確認由倫敦交通局負責該項目。由於預計成本超支以及資金爭議未解決，擴建工程於 2016 年停止。2018 年，英國政府向倫敦交通局提供了其顯然要求的 7,340 萬英鎊額外資金，使可用資金總額達到 3.578 億英鎊，但前提是倫敦交通局再次接受成本超支風險。但這安排被倫敦市長薩迪克汗拒絕了。